# Большая (река, впадает в Кучозеро)
Большая — река в России, протекает по территории Чернопорожского сельского поселения Сегежского района Республики Карелии. Длина реки — 21 км, площадь водосборного бассейна — 101 км².
Река берёт начало из болота без названия на высоте выше 132 м над уровнем моря.
Течёт преимущественно в юго-восточном направлении по заболоченной местности.
Река в общей сложности имеет 12 притоков суммарной длиной 17 км.
Втекает на высоте 113,6 м над уровнем моря в Кучозеро, из которого вытекает река Быстрица, втекающая в реку Онду. Онда, втекает, в свою очередь, в Нижний Выг.
Населённые пункты на реке отсутствуют.
Код объекта в государственном водном реестре — 02020001312102000006406.